# 真下佐登史
真下 佐登史（ましも さとし、1974年3月6日 - ）は、群馬県伊勢崎市出身の元サッカー選手・サッカー指導者。

## 来歴・人物
専修大学卒業後、モンテディオ山形に加入。
1999年3月14日のJ2第1節ベガルタ仙台戦（仙台スタジアム）、途中出場のファーストタッチでゴールを決めた。これが山形のJリーグ初得点となった。
J2初年度である1999年は18得点を挙げ、大分トリニータの神野卓哉に次ぐ得点ランキング2位に入る活躍を見せた。
2000年5月7日のJ2第11節浦和レッドダイヤモンズ戦（山形県総合運動公園陸上競技場）で先制ゴールを決めた。試合は1-0で山形が勝利し、浦和に初黒星をつけた。しかしこの年は怪我の影響もあって前年の活躍から一転、2得点に終わりシーズン終了後に戦力外通告を受けた。
2001年、地元の群馬県からJリーグを目指す図南SCに移籍するものの戦術が合わず活躍するまでには至らなかった。その後は学校法人山崎学園に勤務し、東日本デザイン&コンピュータ専門学校及び東日本ホテルトラベル専門学校のサッカー部を指導していた。また、地元群馬でサッカー指導者を務める一方、地域リーグで現役選手としてプレーも続けた。
2003年、群馬県の中でもさらに地元の伊勢崎市をホームに活動しているジェラルド伊勢崎に移籍。1年でジェラルド伊勢崎を群馬県リーグ2部から1部に昇格させた。
その後、ジェラルド伊勢崎で子供対象のスクールを開きながら現役を続けるが、少しずつ選手から指導者へ比重が移り、そのまま現役引退。2010年、ジェラルド伊勢崎ジュニアユースに在籍している子供たちの事を考え、ジェラルド伊勢崎ジュニアユースチームごとFC群馬境に合流し、現在に至る。

## 人物
- 専修大学サッカー部でのチームメイトに、お笑いコンビペナルティのヒデ（2年先輩）とワッキー（1年先輩）がいる。
- 好きな選手はモンテディオ山形在籍時の同僚である高橋健二と公言している。

## 所属クラブ
- 1986年-1988年 伊勢崎市立第一中学校
- 1989年-1991年 群馬県立前橋商業高等学校
- 1992年-1995年 専修大学
- 1996年-2000年 モンテディオ山形
- 2001年-2002年 図南SC
- 2003年-2006年 ジェラルド伊勢崎

## 個人成績
| 国内大会個人成績 | 国内大会個人成績 | 国内大会個人成績 | 国内大会個人成績 | 国内大会個人成績                         | 国内大会個人成績 | 国内大会個人成績 | 国内大会個人成績 | 国内大会個人成績 | 国内大会個人成績 | 国内大会個人成績 | 国内大会個人成績 |
| 年度             | クラブ           | 背番号           | リーグ           | リーグ戦                                 | リーグ戦         | リーグ杯         | リーグ杯         | オープン杯       | オープン杯       | 期間通算         | 期間通算         |
| 年度             | クラブ           | 背番号           | リーグ           | 出場                                     | 得点             | 出場             | 得点             | 出場             | 得点             | 出場             | 得点             |
| 日本             | 日本             | 日本             | 日本             | リーグ戦                                 | リーグ戦         | リーグ杯         | リーグ杯         | 天皇杯           | 天皇杯           | 期間通算         | 期間通算         |
| ---------------- | ---------------- | ---------------- | ---------------- | ---------------------------------------- | ---------------- | ---------------- | ---------------- | ---------------- | ---------------- | ---------------- | ---------------- |
| 1994             | 専大             |                  |                  |                                          |                  | -                | -                | 1                | 0                |                  |                  |
| 1996             | 山形             | 19               | 旧JFL            |                                          |                  | -                | -                | 1                | 0                |                  |                  |
| 1997             | 山形             | 9                | 旧JFL            |                                          |                  | -                | -                | 3                | 3                |                  |                  |
| 1998             | 山形             | 9                | 旧JFL            |                                          |                  | -                | -                | 2                | 0                |                  |                  |
| 1999             | 山形             | 9                | J2               | 36                                       | 18               | 2                | 1                | 4                | 2                | 42               | 21               |
| 2000             | 山形             | 9                | J2               | 21                                       | 2                | 1                | 0                | 1                | 0                | 23               | 2                |
| 2001             | 図南             | 9                | 関東             | 14                                       | 4                | -                | -                | -                | -                | 14               | 4                |
| 2002             | 図南             | 9                | 関東             | 3                                        | 0                | -                | -                | -                | -                | 3                | 0                |
| 2003             | 伊勢崎           | 27               | 群馬県2部        |                                          | 6                | -                | -                | -                | -                |                  | 6                |
| 2004             | 伊勢崎           | 27               | 群馬県1部        |                                          | 7                | -                | -                | -                | -                |                  | 7                |
| 2005             | 伊勢崎           | 27               | 群馬県1部        |                                          | 3                | -                | -                | -                | -                |                  | 3                |
| 2006             | 伊勢崎           | 27               | 群馬県1部        |                                          | 0                | -                | -                | -                | -                |                  | 0                |
| 通算             | 日本             | 日本             | J2               | 57                                       | 20               | 3                | 1                | 5                | 2                | 65               | 23               |
| 通算             | 日本             | 日本             | 旧JFL            | \|\|\|\|colspan="2"\|-\|\|6\|\|3\|\|\|\| |                  |                  |                  |                  |                  |                  |                  |
| 通算             | 日本             | 日本             | 関東             | \|17                                     | 4                | -                | -                | -                | -                | 17               | 4                |
| 通算             | 日本             | 日本             | 群馬県1部        |                                          | 10               | -                | -                | -\|\|\|\|10      | -\|\|\|\|10      |                  |                  |
| 通算             | 日本             | 日本             | 群馬県2部        |                                          | 6                | -                | -                | -\|\|\|\|6       | -\|\|\|\|6       |                  |                  |
| 通算             | 日本             | 日本             | 他               | -                                        | -                | -                | -                | 1                | 0                | 1                | 0                |
| 総通算           | 総通算           | 総通算           | 総通算           | \|\|\|\|3\|\|1\|\|12\|\|5\|\|\|\|        |                  |                  |                  |                  |                  |                  |                  |

- Jリーグ初出場・初得点 - 1999年3月14日 J2第1節 ベガルタ仙台戦（仙台スタジアム）